# Stadtbezirk Mengede
Mengede ist ein Stadtbezirk im Dortmunder Nordwesten.

## Statistik
Zum 31. Dezember 2024 lebten 39.475 Einwohner im Stadtbezirk Mengede.
Struktur der Bevölkerung:
- Bevölkerungsanteil der unter 18-Jährigen: 18,1 % [Dortmunder Durchschnitt: 16,2 % (2018)][1]
- Bevölkerungsanteil der mindestens 65-Jährigen: 19,6 % [Dortmunder Durchschnitt: 20,2 % (2018)][2]
- Ausländeranteil: 20,0 % [Dortmunder Durchschnitt: 22,3 % (2024)][3]
- Arbeitslosenquote: 12,3 % [Dortmunder Durchschnitt: 11,0 % (2017)][4]

## Geschichte

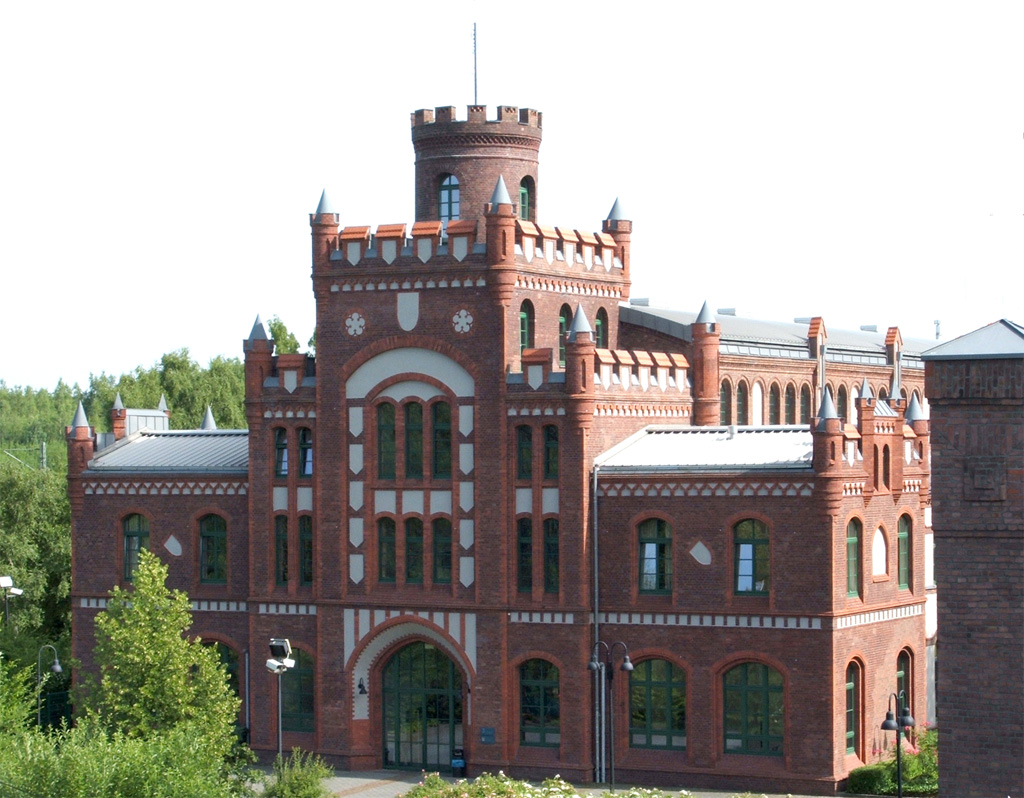
Ehemalige Zeche Adolf von Hansemann

Erste Besiedlungen im Raum Mengede konnten bis in die keltische Zeit von 500 bis 200 v. Chr. archäologisch nachgewiesen werden. Damit gehört der Ort zu den ältesten besiedelten Regionen im Emscherraum. In den Heberegistern des Klosters Werden wird Mengede erstmals im Jahr 890 n. Chr. urkundlich erwähnt. Der Stammsitz der Ritter von Mengede, ursprünglich das heutige Gut Altmengede in Schwieringhausen, wurde im 13. Jahrhundert das an der Emscher gelegene Haus Mengede. Bekanntester Vertreter des Adelsgeschlechts war Johann von Mengede, der von 1450 bis 1465 Hochmeister des Deutschen Ordens in Livland war. Die erhaltenen Fundamente von Haus Mengede sind als Bodendenkmal heute wieder zu besichtigen. Der Name Mengede bedeutet „große Heide“ und wird aus dem Altsächsischen „Mengithi“ abgeleitet.

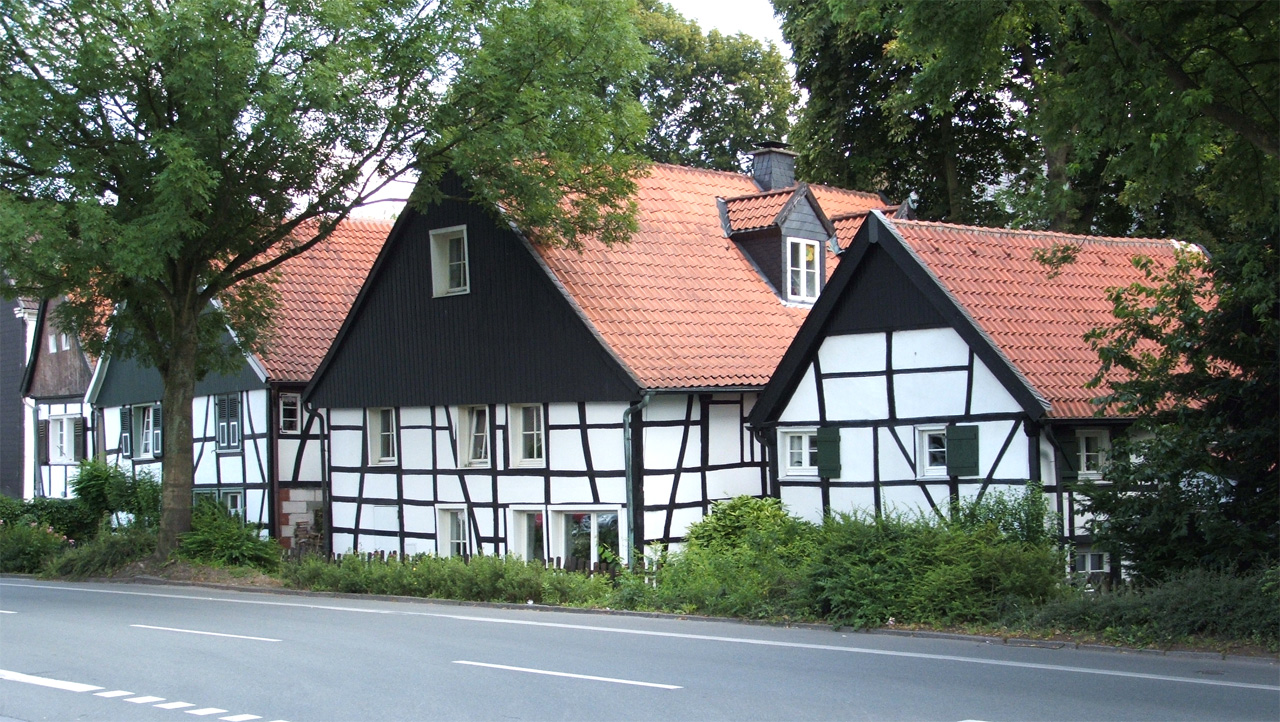
Fachwerkhäuser am alten Ortskern

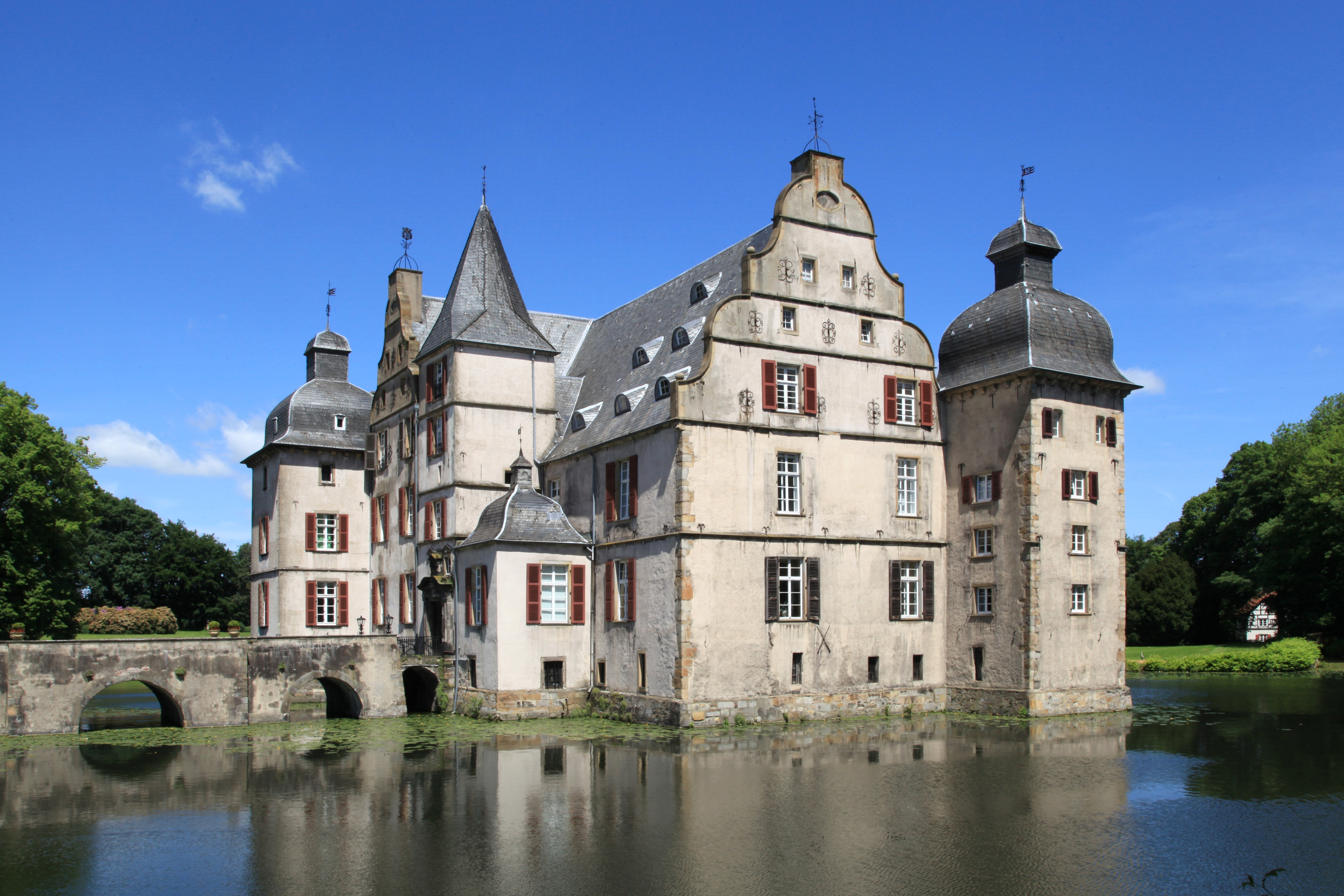
Haus Bodelschwingh, Ansicht von Süden

Das Industriezeitalter begann in Mengede im Jahre 1848 mit dem Bau der Cöln-Mindener Eisenbahn und dem Abteufen der Zeche Adolf von Hansemann ab dem Jahr 1873. Im Westen wuchs der Ort mit der Bauerschaft Oestrich und im Süden mit Nette zusammen. Der heutige Mittelpunkt Mengedes entstand  nach einem Beschluss der Gemeindevertretung im Jahr 1913, wonach der Marktplatz, die Feuerwache und der
Saalbau südwestlich des alten Ortskerns neu errichtet wurden.
1867 wurde in Mengede eine eigene jüdische Kultusgemeinde unter dem Namen „Israelisitischer Wohltätigkeitsverein Mengede“ gegründet. Gemeindevorsteher war der Kaufmann Levi Baum.

### Mengede in der Weimarer Republik
Nach dem Ersten Weltkrieg organisierten sich in Mengede viele Bergarbeiter der Zechen und heimkehrende Kriegsteilnehmer in anarcho-syndikalistischen Strukturen. Im Frühjahr 1919, zeitgleich mit den großen Bergarbeiterstreiks im Ruhrgebiet die auch die Zechen in Mengede betrafen, wurde die „Freie Arbeiter-Union Mengede“, eine Ortsgruppe der Freien Arbeiter-Union Deutschlands (FAUD), gegründet. 1920 wurde aus Mitgliedern des Ortsverbandes, der über 1000 Mitglieder besaß, eines der ersten Bataillone der Roten Ruhrarmee rekrutiert.
1922 kam es zu Spaltungen innerhalb der Freie Arbeiter Union-Mengede, einige Mitglieder spalteten sich ab und gründeten die „Wirtschaftliche Einheitsorganisation der Zeche Adolf von Hansemann“. Diese zunächst nur als Betriebsgruppe tätige Organisation wechselte alsbald das politische Lager und gründete zusammen mit dem Bergmann Wilhelm Moog, einem Mitglied des Deutsch-Völkischen Schutz- und Trutzbundes, einen Ortsverband der NSDAP. Die Gründung des Ortsverbandes ist auf den 9. Juni 1922 datiert.
Am 17. Januar 1923 marschierten belgische und französische Truppen im Rahmen der Ruhrbesetzung in Mengede ein. Ein Großteil der Mengeder Bergleute leistete passiven Widerstand und weigerte sich einzufahren.
1923 erreichte die Dortmunder Straßenbahn Mengede. Die Linie 5 wurde über Huckarde Abzweig verlängert und sollte Teil einer nicht verwirklichten Schnellstraßenbahnstrecke durch das nördliche Ruhrgebiet bis nach Duisburg werden.
Im Oktober kommt es im zum damaligen Amt Mengede gehörenden Ortsteil Nette zu Kartoffelunruhen, bei denen insgesamt 41 Personen wegen Plünderung und Landfriedensbruch verhaftet und angeklagt werden.
Mit der Auflösung des Landkreises Dortmund wurde der Ort im Jahr 1928 als eigener Stadtbezirk in die Stadt Dortmund eingemeindet. In der Mengeder Zeitung erscheint ein Grußwort des Dortmunder Oberbürgermeisters „Willkommen in Dortmund“.
Kurz darauf wurde die Mengeder Zeitung umbenannt und erschien dann unter dem neuen Namen „Dortmund Mengeder Lokal-Anzeiger“.
Nach Lohnkürzungen kam es im Januar 1931 zu Streiks auf der Zeche Hansemann. Die Streiks wurden vorwiegend von kommunistischen Arbeitergruppen initiiert. Die äußerste Rechte, Stahlhelm und NSDAP, betätigte sich als Streikbrecher. Am 3. Januar kam es vor der Zeche zu Auseinandersetzungen zwischen den Gruppen in deren Verlauf der 22-jährige Arbeiter Josef Schramowski einen tödlichen Brustschuss erhielt und damit das erste Opfer rechtsextremer Gewalt in Mengede wurde. Bei der Auseinandersetzung wurden drei weitere Personen durch Schüsse schwer verletzt.

### Nationalsozialismus und Zweiter Weltkrieg
Bei den Wahlen zum Preußischen Landtag am 24. April 1932 wurde die NSDAP stärkste politische Kraft. 3.699 von 12.930 Stimmen entfielen auf ihre Liste. Der Kandidat Franz Land, der eigentlich Krajewski hieß, wurde Mitglied des Landtags. Franz Land war auch Ortsgruppen-Leiter der NSDAP in Mengede. Anmerkung: Kraj ist das polnische Wort für Land.
Bei der Reichstagswahl November 1932 musste die NSDAP in Mengede einen Verlust hinnehmen, die KPD wurde kurzfristig zur stärksten politischen Partei.
Nach der Berufung von Hitler zum Reichskanzler führten nationalsozialistische Organisationen am 6. Februar 1933 in Mengede einen Fackelzug durch. Trotz der Übernahme der politischen Macht durch die NSDAP auf Reichsebene kam es in Mengede weiterhin zu Auseinandersetzung zwischen linken und rechten Gruppen. Am 28. Februar 1933 wurde bei Kämpfen zwischen Nationalsozialisten und Kommunisten die herbeigeeilte Polizei angeschossen.
Am 1. April kam es auf dem Mengeder Markt zu einer Kundgebung zum Boykott jüdischer Geschäfte. Im September wurde der Arbeiterturn- und Sportverein Vorwärts Mengede 07 aufgelöst.
Am 15. Juli waren auf der Zeche Hansemann bei einer schweren Explosion 10 tote und 26 verletzte Bergleute zu beklagen.
Am 23. Oktober fand in Mengede eine erste Verdunkelungsübung statt. Bürger und Kaufleute des Ortes mussten Lichtreklame und Schaufensterbeleuchtung auf ein Mindestmaß reduzieren.
In der Reichspogromnacht am 9. November 1938 wurde das Haus des Mengeder Kaufmanns Salomon Heimberg in der Williburgstraße geschändet. Es wurde später zum Judenhaus, in dem die Mengeder Juden vor der Deportation zusammengetrieben wurden. 1943 gab es in Mengede keine Juden mehr.
Am 5. März 1943 wurden die Glocken der St.-Remigius-Kirche demontiert und zu Kriegszwecken wegtransportiert.
Anfang April 1945 wurde Mengede zur Front. Ein Artillerieduell zwischen deutschen und amerikanischen Truppen hielt die Bevölkerung eine Woche in den Kellern. Die St.-Remigius-Kirche wurde durch zwei Granattreffer beschädigt.

### Nach dem Zweiten Weltkrieg
Die erhaltenen Gebäude der im Jahr 1967 stillgelegten Zeche Adolf von Hansemann sind, ebenso wie der Volksgarten, mittlerweile Bestandteil der Route der Industriekultur.

## Politik
Bei der Kommunalwahl 2020 erhielt die SPD 6 Sitze, die CDU und Bündnis 90/Die Grünen je 4 und die Partei, die Linke, die FDP und die AfD je einen Sitz in der Bezirksvertretung. Zum Bezirksbürgermeister wurde Axel Kunstmann (Grüne) gewählt.
Die Stadtteile Westerfilde / Bodelschwingh und Nette sind die zwei Aktionsräume im Stadtbezirk Mengede im Rahmen des Dortmunder Aktionsplans Soziale Stadt. Bei dem Programm sollen Bürger und Lokalpolitik initiativ werden, um den besonderen Handlungsbedarf der Aktionsräume aufgrund deren schlechter Sozialstruktur mit Maßnahmen zu bessern.

## Kultur und Sehenswürdigkeiten

### Bauwerke
Die Denkmalliste der Stadt Dortmund umfasst im Stadtbezirk Mengede 79 Baudenkmale, darunter 21 Wohnhäuser, Villen oder Wohnsiedlungen, 21 landwirtschaftliche Gebäude, 16 Wohn- und Geschäftshäuser, je fünf öffentliche Gebäude und Kleindenkmale, je drei Sakralbauten und Industrieanlagen, zwei Adelssitze sowie je einen Friedhof, ein Geschäftshaus und eine Verkehrsanlage.

### Karneval in Mengede
Seit 1979 gibt es in Mengede eine Karnevalsgesellschaft. Die Karnevalsgesellschaft Blau-Rot Dortmund-Mengede wurde in der ehemaligen Gaststätte „Alte Wache“ (bereits abgerissen, heute Zufahrt zur Heimbrügge) gegründet.
Die Mengeder Karnevalisten verfügen über eine selbstständige Jugendabteilung, die Tanzsportgarde Dortmund-Mengede.

## Wirtschaft und Infrastruktur

### Verkehr

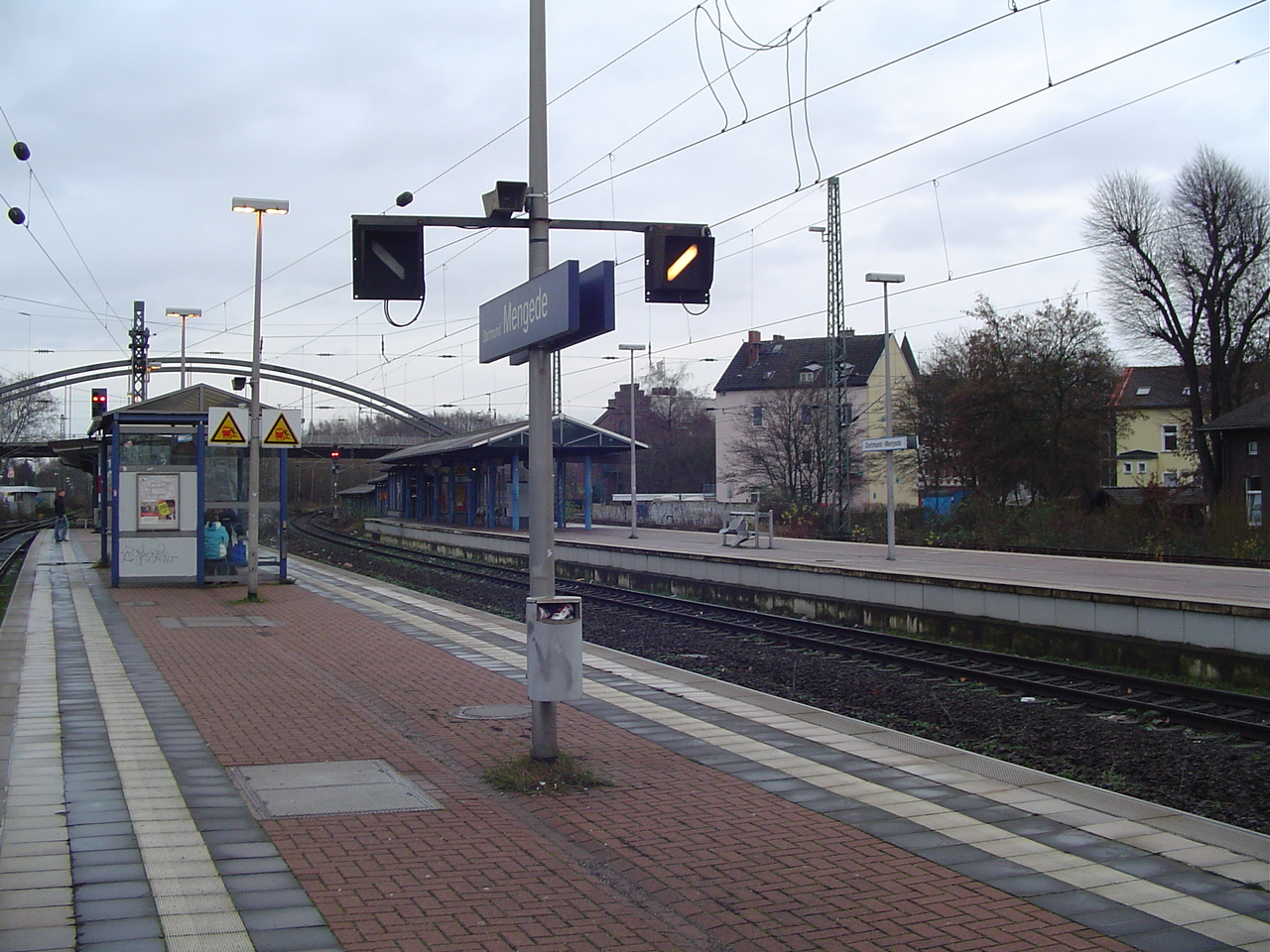
Bahnhof Mengede

Mengede besitzt heute einen Anschluss an das S-Bahn-Netz mit den Bahnhöfen Mengede, Nette/Oestrich und Westerfilde und an das Regionalexpress- sowie Regionalbahnnetz mit seinem Bahnhof Dortmund-Mengede. In Mengede verkehren außerdem folgende Buslinien der Vestische, DSW21 und HCR, die allesamt am Bahnhof Dortmund-Mengede oder am Busbahnhof Mengede Markt halten. Des Weiteren verkehrt ab Westerfilde die Linie U47 der Stadtbahn Dortmund über die Dortmunder Innenstadt nach Dortmund-Aplerbeck. Mit direkten Anschlüssen an die Autobahnen A 2, A 45 und A 42 liegt Mengede gleichzeitig in einem Schnittpunkt überregionaler Verkehrsverbindungen.

### SPNV-Linien, die in Mengede halten
| Linie | Linienverlauf | Takt                         |
| ----- | --- | ---------------------------- |
| RE 3  | Rhein-Emscher-Express: Düsseldorf Hbf – Düsseldorf Flughafen – Duisburg Hbf – Oberhausen Hbf – Essen-Altenessen – Gelsenkirchen Hbf – Wanne-Eickel Hbf – Herne – Castrop-Rauxel Hbf – Dortmund-Mengede – Dortmund Hbf – Dortmund-Scharnhorst – Dortmund-Kurl – Kamen-Methler – Kamen – Bönen-Nordbögge – Hamm (Westf) Hbf Stand: Fahrplanwechsel Dezember 2023 | 60 min                       |
| RB 32 | Rhein-Emscher-Bahn: Duisburg Hbf – Oberhausen Hbf – Essen-Dellwig – Essen-Bergeborbeck – Essen-Altenessen – Essen Zollverein Nord – Gelsenkirchen Hbf – Wanne-Eickel Hbf – Herne – Castrop-Rauxel Hbf – Dortmund-Mengede – Dortmund Hbf Stand: Fahrplanwechsel Dezember 2021                                                                                   | 60 min                       |
| S 2   | Hauptlinienweg: Dortmund Hbf – DO-Dorstfeld – DO-Wischlingen – DO-Huckarde – DO-Westerfilde – DO-Nette/Oestrich – DO-Mengede – Castrop-Rauxel Hbf – Herne – Linienast 1: Wanne-Eickel Hbf –Gelsenkirchen Hbf – GE-Rotthausen – E-Kray Nord – Essen Hbf Linienast 2: Recklinghausen Süd – Recklinghausen Hbf Stand: Fahrplanwechsel Dezember 2023               | 30 min 60 min (je Linienast) |

### Linie der Dortmunder Stadtbahn, die in Westerfilde hält
| Linie | Aktueller Linienweg | Takt Mo.–Fr./Sa./So. |
| ----- | --- | -------------------- |
| U47   | Dortmund-Westerfilde – Huckarde – Hafen – Hauptbahnhof – Kampstraße – Stadtgarten – Stadthaus – Märkische Str. – Aplerbeck | 10/10/15             |

### Buslinien, die in Mengede halten
| Linie | Linienweg | Takt Mo.–Fr./Sa./So.                    | Verkehrs- unternehmen |
| ----- | --- | --------------------------------------- | --------------------- |
| X13   | Datteln Busbf – Waltrop Rathaus – Dortmund-Mengede Bf – Huckarde Bushof – Dortmund Universität – Otto-Hahn-Straße (Technologiepark) | 30/30/60                                | DSW21/Vestische       |
| SB24  | Dortmund-Mengede Bf – Waltrop, Am Moselbach – Datteln BusBf – Oer-Erkenschwick, Oer-Mitte – Recklinghausen Hbf | 30/30/60                                | Vestische             |
| 289   | Dortmund-Mengede Bf – Waltrop, Goethestr. – Klöcknersiedlung – Am Moselbach | 60/60/60                                | Vestische             |
| 361   | Dortmund-Mengede Markt – Castrop-Rauxel Dingen Talstr. – Deininghausen – Münsterplatz | 30-60/30-60/30-60                       | HCR                   |
| 470   | Dortmund-Mengede Bf – Westerfilde – Kirchlinde Zentrum – Lütgendortmund – Kley – Kley, Echeloh-Siedlung – Oespel | 20/30/30                                | DSW21                 |
| 471   | Dortmund-Oestrich, Auf dem Brauck – Castroper Str./Mengede Bf – Nette Hallenbad – Westerfilde – Bodelschwingh, Göllenkamp | 20/30/30                                | DSW21                 |
| 472   | Dortmund-Mengede Markt – Nette/Oestrich – Oestrich, Auf dem Brauck | 60/60/–                                 | DSW21                 |
| 473   | Dortmund-Mengede Bf – Schwieringhausen – Holthausen – Lindenhorst – Eving, Zeche Minister Stein → Nordfriedhof (← Eving Markt) – Bayrische Str. (Kleinbus-Einsatz) | 60/60/60                                | DSW21                 |
| 474   | Lünen-Brambauer Verkehrshof – Dortmund-Groppenbruch, Im Siesack – Mengede Bf | 20-40-60/20-40-60/60 (So ab Im Siesack) | DSW21                 |
| 475   | Dortmund-Mengede Bf – Ellinghausen GVZ/IKEA – IKEA Logistikzentrum – Deusen – Hafen – Hauptbahnhof | 30/30/60 (So bis Deusen)                | DSW21                 |
| 477   | Dortmund-Mengede Markt – Nette/Oestrich – Westerfilde – Obernette, Mergelkuhle – Bodelschwingh, Göllenkamp (Kleinbus-Einsatz) | 60/60/–                                 | DSW21                 |
| 482   | Dortmund-Mengede Bf – Castrop-Rauxel Ickern Markt – Habinghorst Schulzentrum – Hauptbahnhof – Europaplatz – Castrop Betriebshof – Castrop Münsterplatz – Schwerin Seniorenheim | 20/30/60                                | DSW21                 |
| NE13  | Dortmund Reinoldikirche – Hbf – Huckarde – Jungferntal Grundschule – Kirchlinde Zentrum – Westerfilde, Rohdesdiek – Nette, Zum Hallenbad – Mengede Markt – Mengede Bf – Mengede Markt – Nette, Zum Hallenbad – Westerfilde – Kirchlinde Zentrum – Rahm, Bannenberg – Huckarde, Roßbachstr. – Hbf – Reinoldikirche (Ringlinie) | 60                                      | DSW21                 |
| NE14  | Dortmund-Mengede Bf – Waltrop, Rathaus – Datteln Bus Bf – Oer-Erkenschwick, Berliner Platz – Recklinghausen Hbf | 60                                      | Vestische             |

### Medien
Von 1920 bis 1990 erschien in Mengede die „Mengeder Zeitung“. Gegründet wurde sie von Ernst Arnold, dem Inhaber des gleichnamigen Mengeder Druckerei- und Verlagshauses. Die Mengeder Zeitung war eine typische Heimatzeitung. Der Lokalteil wurde in Mengede produziert, die Mantelseiten wurden von kooperierenden Zeitungsverlagen zugeliefert. 1941 fiel sie der ersten von insgesamt drei kriegsbedingten Schließungswellen zum Opfer. Gemeinsam mit der Lütgendortmunder Amts-Zeitung erschien sie 1949 unter dem Namen „Dortmunder Nord-West-Zeitung“ neu. 1990 ging die Mengeder Zeitung in den Dortmunder Ruhr Nachrichten auf.
Vorläuferin der Mengeder Zeitung war eine gleichnamige Nebenausgabe der Castroper Zeitung, die von 1911 bis 1914 in Mengede verkauft wurde, mit der späteren Mengeder Zeitung aber nicht in Verbindung stand.

### Freizeit und Sport
Der Sauerländische Gebirgsverein (SGV) Abtl. Mengede unterhält drei offizielle Rundwanderwege in Mengede. Sie sind mit den Zeichen  A1  (11 km),   A2  (6 km) und  A3  (8 km) ausgezeichnet. Alle beginnen und enden im Mengeder Volksgarten.
Der Rundwanderweg mit der Kennung  A1  führt um den Stadtteil Mengede herum. Er startet im Tal der Emscher im Mengeder Volksgarten (16 ha) und verläuft quer durch den Waldpark in das kleine Naturschutzgebiet Mengeder Heide. Das Autobahn-Dreieck Dortmund-Nordwest der Autobahnen A 2 und A 45 wird durch die Siegenstraße mit Abstand umrundet. An der Ecke Siegenstraße und Groppenbrucher Straße trifft er auf den alten jüdischen Friedhof Mengede (Baudenkmalnummer A 0999). Weiter passiert er erneut die A 2 und führt durch die Rittershoferstraße und Kleine Riedbruchstraße zurück zum Mengeder Volksgarten.

## Visiten von Prominenten
Am 29. Mai 2005 besuchte der damalige Bundespräsident Horst Köhler im Rahmen des 1. Mengeder Musikfestivals den Stadtbezirk.
Weiterhin besuchte der damalige chinesische Staatspräsident Hu Jintao am 12. November 2005 die Mengeder Heide, um eine Bergbauingenieurfamilie zu sprechen. Diese Visite fand im Rahmen seines viertägigen Aufenthaltes vom 10. bis 13. November 2005 in Deutschland statt. Hu Jintao besuchte die Familie Twardy in der Kleinen Riedbruchstraße.